# Mid Ulster (District)
Mid Ulster (irisch Ceantar Lár Uladh) ist ein District in Nordirland. Er wurde am 1. April 2015 aus den Districts Magherafelt und Cookstown sowie dem Borough Dungannon and South Tyrone gebildet. Verwaltet wird er durch das Mid Ulster District Council.

## Lage
Der neue District umfasst den Südosten des County Londonderry, den Südosten des County Tyrone und einen kleinen Streifen im Nordwesten des County Armagh. Zu ihm gehört die Westküste des Lough Neagh und er grenzt im Süden an das irische County Monaghan. In diesem District gibt es 94.284 Wahlberechtigte. Der Name wurde am 17. September 2008 bekanntgegeben.

## Verwaltung
Das Mid Ulster District Council ersetzte das Magherafelt District Council, das Cookstown District Council und das Dungannon and South Tyrone Borough Council. Die ersten Wahlen für das District Council sollten eigentlich im Mai 2009 stattfinden, aber am 25. April 2008 verkündete Shaun Woodward, Minister für Nordirland, dass die Wahlen auf 2011 verschoben seien. Die ersten Wahlen fanden dann tatsächlich am 22. Mai 2014 statt.